# アリサザイ属
アリサザイ属（アリサザイぞく、学名 Conopophaga）は、スズメ目アリサザイ科の1属である。アリサザイ（蟻鷦鷯）と総称する。
アリサザイの「サザイ」とはミソサザイ（スズメ亜目ミソサザイ科）の古称である。なお「アリ」とあるが、餌は小節足動物全般であり、アリを特に好むというわけではない。

## 系統と分類
Pittasoma 属と姉妹群で、2属でアリサザイ科を構成する。
Sibley分類では、アリサザイ属1属でアリサザイ科とし、Pittasoma はジアリドリ科に含めていた。

## 種
9種が属する。
- Conopophaga lineata, Rufous Gnateater, アカアリサザイ
- Conopophaga cearae, Ceara Gnateater （C. lineata から分離された）
- Conopophaga aurita, Chestnut‐belted Gnateater, ムナオビアリサザイ
- Conopophaga roberti, Hooded Gnateater, クロズキンアリサザイ
- Conopophaga peruviana, Ash‐throated Gnateater, ハイノドアリサザイ
- Conopophaga ardesiaca, Slaty Gnateater, ネズミアリサザイ
- Conopophaga castaneiceps, Chestnut‐crowned Gnateater, クリボウシアリサザイ
- Conopophaga melanops, Black‐cheeked Gnateater, ホオグロアリサザイ
- Conopophaga melanogaster, Black‐bellied Gnateater, クロハラアリサザイ